# Halfdan Kjerulf
Halfdan Kjerulf (17. september 1815 – 11. august 1868) var norsk komponist.
Kjerulf blev student i 1834 og studerede derefter jura. Efter faderens død kastede han sig imidlertid over musikken og studerede musik i Leipzig i 1850. Her vandt han sig efterhånden et navn som komponist. Hans mest kendte kompositioner er "Brudefærden i Hardanger" og "Norges Fjælde", men han har skrevet mange meget benyttede melodier. Han blev tildelt ridderkorset af Skt. Olav ordenen og en plads er opkaldt efter ham i Oslo (Halfdan Kjerulfs Plass).